# Felix Struik
Félix Struik O.P. nació en Holanda en 1932, Murió en 2017. Fue un presbítero católico ordenado en 1958, miembro de la Orden de Predicadores en la que ingresó en 1951.

## Biografía
Viajó a Puerto Rico en 1961. Estudia Filosofía y Teología en Holanda (1952-1955), en España (Salamanca, 1955-1959), en Estados Unidos (Chicago, 1959-1961) y estudios bíblicos en Roma, (1963-1964), y en Jerusalén (1964-1966). Posee una licenciatura en Teología (1959), el doctorado en Filosofía (1961) y examen doctoral en Ciencias bíblicas en (1966). 
Enseñó filosofía en la Universidad Católica en Ponce (1961-1963) y filosofía y ciencias bíblicas en la Universidad Central de Bayamón (1966-1979). Desde 1980 hasta es Regente o Director de la Escuela Graduada de Teología del Centro de Estudios de los Dominicos del Caribe (CEDOC) en la Universidad Central de Bayamón, donde, además, enseña hebreo, griego y ciencias bíblicas.
Ha sido editor y redactor de la revista "El Piloto" (1971-1979) y del periódico "El Visitante" (1979-1981). En ellos ha publicado unos 800 artículos. Además de su tesis doctoral, Wonder, Beginning of Wisdom, ha publicado varios libros, especialmente comentarios bíblicos sobre el Génesis, el Evangelio de Mateo y el Apocalipsis.
Promotor y mentor del diaconado permanente en la Arquidiócesis de San Juan de Puerto Rico, fue profesor de Sagradas Escrituras en la formación de ellos.
Falleció el 16 de marzo de 2017.